# Italygate
Italygate är en konspirationsteori gällande det amerikanska presidentvalet 2020. Teorin går ut på att den dåvarande presidenten Donald Trump förlorade valet mot den dåvarande presidentkandidaten Joe Biden på grund av valfusk. Valfusket gick enligt teorin till genom att italienska satelliter från ett företag vid namn Leonardo ändrade individuella röster i vågmästarstater till Joe Bidens fördel. Teorin publicerades på en fake news site samma dag som stormningen av Kapitolium. Amerikanska medier har rapporterat om att trumpadministrationen tog teorin på allvar. Trumps stabchef Mark Meadows försökte få USA:s justitiedepartement att undersöka teorin, men den ska ha avfärdats som "ren galenskap".